# Liga Națională de handbal feminin 2014-2015, echipele
Acest articol prezintă componența echipelor care participă în Liga Națională de handbal feminin 2014-2015.

### HCM Baia Mare
Antrenor principal:  Tone Tiselj (din ianuarie 2015);
Antrenor principal:  Costică Buceschi (până în decembrie 2014);
Antrenor secund:  Grega Karpan (din ianuarie 2015);
Antrenor secund:  Magda Kengyel (până în decembrie 2014);
| Nr. | Post            | Nume                              | Data nașterii (vârsta) | Înălțime | Selecții | Goluri | Echipă        |
| --- | --------------- | --------------------------------- | ---------------------- | -------- | -------- | ------ | ------------- |
| 2   | Extremă dreapta | Aneta Pîrvuț1)                    | 22 iunie 1989          | 1,68 m   |          |        | HCM Baia Mare |
| 3   | Extremă dreapta | Alexandra do Nascimento           | 16 septembrie 1981     | 1,77 m   |          |        | HCM Baia Mare |
| 4   | Centru          | Laura Oltean                      | 20 iulie 1989          | 1,76 m   |          |        | HCM Baia Mare |
| 5   | Inter dreapta   | Melinda Geiger                    | 28 martie 1987         | 1,74 m   |          |        | HCM Baia Mare |
| 7   | Centru          | Eliza Buceschi                    | 1 august 1993          | 1,77 m   |          |        | HCM Baia Mare |
| 9   | Inter stânga    | Gabriella Szűcs                   | 31 august 1984         | 1,83 m   |          |        | HCM Baia Mare |
| 10  | Inter stânga    | Lois Abbingh                      | 13 august 1992         | 1,77 m   |          |        | HCM Baia Mare |
| 11  | Inter stânga    | Lilia Arțiuhovici2)               | 21 august 1987         | 1,80 m   |          |        | HCM Baia Mare |
| 12  | Portar          | Bárbara Arenhart                  | 4 octombrie 1986       | 1,84 m   |          |        | HCM Baia Mare |
| 15  | Extremă stânga  | Valentina Ardean-Elisei (căpitan) | 5 iunie 1982           | 1,71 m   |          |        | HCM Baia Mare |
| 16  | Portar          | Claudia Cetățeanu                 | 24 iunie 1976          | 1,78 m   |          |        | HCM Baia Mare |
| 17  | Pivot           | Anastasia Lobaci                  | 25 iunie 1987          | 1,82 m   |          |        | HCM Baia Mare |
| 18  | Inter dreapta   | Elena Gjeorgjievska               | 27 martie 1990         | 1,79 m   |          |        | HCM Baia Mare |
| 19  | Pivot           | Ksenia Makeeva                    | 19 septembrie 1990     | 1,85 m   |          |        | HCM Baia Mare |
| 22  | Centru          | Luciana Marin                     | 13 octombrie 1988      | 1,76 m   |          |        | HCM Baia Mare |
| 23  | Pivot           | Timea Tătar                       | 28 iulie 1989          | 1,71 m   |          |        | HCM Baia Mare |
| 25  | Inter dreapta   | Ekaterina Davîdenko               | 7 martie 1989          | 1,84 m   |          |        | HCM Baia Mare |
| 29  | Pivot           | Georgeta Diniș-Vârtic             | 2 iulie 1981           | 1,76 m   |          |        | HCM Baia Mare |
| 30  | Portar          | Paula Ungureanu                   | 30 martie 1980         | 1,80 m   |          |        | HCM Baia Mare |
| 77  | Extremă dreapta | Adriana Nechita                   | 14 noiembrie 1983      | 1,72 m   |          |        | HCM Baia Mare |
| 79  | Extremă stânga  | Camilla Herrem                    | 8 octombrie 1986       | 1,69 m   |          |        | HCM Baia Mare |
| 95  | Inter stânga    | Bianca Tiron3)                    | 31 mai 1995            | 1,81 m   |          |        | HCM Baia Mare |
| 96  | Portar          | Iulia Dumanska                    |                        |          |          |        | HCM Baia Mare |

1) Readusă la Baia Mare pe 11 decembrie 2014, după accidentarea Adei Nechita la Campionatul European;
2) Transferată pe 9 octombrie 2014 la RK Krim Ljubljana;
3) Împrumutată la SCM Craiova pe 28 ianuarie 2015;

### Corona Brașov
Antrenor principal:  Bogdan Burcea
Antrenor secund:  Dumitru Berbece
| Nr. | Post                  | Nume                       | Data nașterii (vârsta) | Înălțime | Selecții | Goluri | Echipă                 |
| --- | --------------------- | -------------------------- | ---------------------- | -------- | -------- | ------ | ---------------------- |
| 4   | Extremă stânga        | Nicoleta Dincă             | 2 august 1988          | 1,70 m   |          |        | ASC Corona 2010 Brașov |
| 7   | Centru                | Oana Bondar                | 26 martie 1983         | 1,78 m   |          |        | ASC Corona 2010 Brașov |
| 8   | Extremă dreapta       | Laura Chiper               | 21 august 1989         | 1,73 m   |          |        | ASC Corona 2010 Brașov |
| 9   | Centru                | Aurelia Brădeanu (căpitan) | 5 mai 1979             | 1,80 m   |          |        | ASC Corona 2010 Brașov |
| 11  | Extremă stânga        | Oana Cîrstea               | 5 februarie 1989       | 1,72 m   |          |        | ASC Corona 2010 Brașov |
| 12  | Portar                | Ana Maria Mârcă            | 3 februarie 1984       | 1,77 m   |          |        | ASC Corona 2010 Brașov |
| 14  | Extremă dreapta       | Marilena Burghel           | 27 octombrie 1989      | 1,70 m   |          |        | ASC Corona 2010 Brașov |
| 16  | Portar                | Denisa Dedu                | 27 septembrie 1994     | 1,81 m   |          |        | ASC Corona 2010 Brașov |
| 17  | Inter stânga          | Adriana Țăcălie            | 29 ianuarie 1989       | 1,78 m   |          |        | ASC Corona 2010 Brașov |
| 18  | Extremă stânga        | Camelia Hotea              | 28 octombrie 1984      | 1,75 m   |          |        | ASC Corona 2010 Brașov |
| 19  | Inter dreapta         | Mihaela Briscan            | 20 februarie 1985      | 1,78 m   |          |        | ASC Corona 2010 Brașov |
| 23  | Pivot                 | Oana Apetrei               | 13 noiembrie 1985      | 1,75 m   |          |        | ASC Corona 2010 Brașov |
| 24  | Pivot                 | Daniela Rațiu              | 14 septembrie 1988     | 1,73 m   |          |        | ASC Corona 2010 Brașov |
| 26  | Inter dreapta         | Nicoleta Tudor             | 26 noiembrie 1988      | 1,83 m   |          |        | ASC Corona 2010 Brașov |
| 77  | Centru / Inter stânga | Andreea Pricopi            | 20 februarie 1994      | 1,75 m   |          |        | ASC Corona 2010 Brașov |
| 89  | Inter stânga          | Cristina Zamfir            | 29 septembrie 1989     | 1,84 m   |          |        | ASC Corona 2010 Brașov |

### HC Dunărea Brăila
Antrenor principal:  Alexandrina Soare
| Nr. | Post            | Nume                   | Data nașterii (vârsta) | Înălțime | Selecții | Goluri | Echipă            |
| --- | --------------- | ---------------------- | ---------------------- | -------- | -------- | ------ | ----------------- |
| 1   | Portar          | Lăcrămioara Stan       | 24 aprilie 1995        | 1,78 m   |          |        | HC Dunărea Brăila |
| 3   | Pivot           | Nicoleta Safta         | 17 noiembrie 1994      | 1,76 m   |          |        | HC Dunărea Brăila |
| 4   | Centru          | Anastasia Boldîreva    | 10 februarie 1988      | 1,68 m   |          |        | HC Dunărea Brăila |
| 5   | Pivot           | Raluca Irimia          | 4 februarie 1990       | 1,81 m   |          |        | HC Dunărea Brăila |
| 7   | Pivot           | Irina Marchidanu       | 24 iunie 1985          | 1,83 m   |          |        | HC Dunărea Brăila |
| 8   | Inter stânga    | Alina Horjea           | 11 ianuarie 1981       | 1,76 m   |          |        | HC Dunărea Brăila |
| 9   | Extremă stânga  | Diana Axinte           | 16 ianuarie 1996       | 1,67 m   |          |        | HC Dunărea Brăila |
| 10  | Extremă dreapta | Adina Brot             | 9 octombrie 1983       | 1,76 m   |          |        | HC Dunărea Brăila |
| 12  | Portar          | Gabriela Dobre         | 2 februarie 1982       | 1,71 m   |          |        | HC Dunărea Brăila |
| 13  | Centru          | Nicoleta Eșanu         | 28 februarie 1990      | 1,68 m   |          |        | HC Dunărea Brăila |
| 14  | Inter dreapta   | Ada Moldovan (căpitan) | 15 noiembrie 1983      | 1,75 m   |          |        | HC Dunărea Brăila |
| 16  | Portar          | Gabriela Voicu         | 28 aprilie 1990        | 1,78 m   |          |        | HC Dunărea Brăila |
| 17  | Extremă dreapta | Ramona Farcău          | 14 iulie 1979          | 1,70 m   |          |        | HC Dunărea Brăila |
| 19  | Inter stânga    | Iulia Ganicikina       | 6 septembrie 1989      | 1,80 m   |          |        | HC Dunărea Brăila |
| 20  | Extremă stânga  | Alina Czeczi           | 15 octombrie 1989      | 1,66 m   |          |        | HC Dunărea Brăila |
| 22  | Extremă dreapta | Carmen Gheorghe        | 22 februarie 1985      | 1,68 m   |          |        | HC Dunărea Brăila |
| 94  | Inter stânga    | Gabriela Perianu       | 20 iunie 1994          | 1,87 m   |          |        | HC Dunărea Brăila |

### CSM București
Antrenor principal:  Mette Klit
Antrenor secund:  Rasmus Rygaard Poulsen
Antrenor secund:  Adrian Vasile
| Nr. | Post            | Nume                       | Data nașterii (vârsta) | Înălțime | Selecții | Goluri | Echipă        |
| --- | --------------- | -------------------------- | ---------------------- | -------- | -------- | ------ | ------------- |
| 1   | Portar          | Mayssa Pessoa              | 11 septembrie 1984     | 1,80 m   |          |        | CSM București |
| 4   | Pivot           | Cristina Nan               | 19 mai 1990            | 1,78 m   |          |        | CSM București |
| 5   | Extremă stânga  | Iulia Curea                | 8 aprilie 1982         | 1,72 m   |          |        | CSM București |
| 8   | Extremă stânga  | Fernanda da Silva          | 25 septembrie 1989     | 1,77 m   |          |        | CSM București |
| 9   | Centru          | Ana Paula Rodrigues        | 18 octombrie 1987      | 1,72 m   |          |        | CSM București |
| 11  | Inter stânga    | Mihaela Tivadar            | 14 iunie 1982          | 1,78 m   |          |        | CSM București |
| 12  | Portar          | Alina Iordache             | 22 martie 1982         | 1,77 m   |          |        | CSM București |
| 13  | Extremă dreapta | Cristina Vărzaru (căpitan) | 5 decembrie 1979       | 1,67 m   |          |        | CSM București |
| 14  | Inter stânga    | Bianca Bazaliu             | 30 iulie 1997          | 1,81 m   |          |        | CSM București |
| 17  | Inter stânga    | Linnea Torstenson          | 30 martie 1983         | 1,86 m   |          |        | CSM București |
| 19  | Pivot           | Ekaterina Vetkova          | 1 august 1986          | 1,82 m   |          |        | CSM București |
| 20  | Extremă dreapta | Carmen Martín              | 29 mai 1988            | 1,69 m   |          |        | CSM București |
| 21  | Portar          | Talida Tolnai              | 21 august 1979         | 1,87 m   |          |        | CSM București |
| 22  | Pivot           | Oana Manea                 | 18 aprilie 1985        | 1,76 m   |          |        | CSM București |
| 23  | Centru          | Irina Glibko               | 18 februarie 1990      | 1,70 m   |          |        | CSM București |
| 75  | Inter dreapta   | Iulia Zaremba              | 12 ianuarie 1988       | 1,76 m   |          |        | CSM București |
| 77  | Centru          | Elena Nicula               | 1 martie 1994          | 1,65 m   |          |        | CSM București |
| 81  | Inter dreapta   | Deonise Cavaleiro          | 20 iunie 1983          | 1,80 m   |          |        | CSM București |
| 87  | Inter stânga    | Nicoleta Binescu           | 9 decembrie 1987       |          |          |        | CSM București |
| 88  | Inter dreapta   | Patricia Vizitiu           | 15 octombrie 1988      | 1,77 m   |          |        | CSM București |

### Universitatea Alexandrion Cluj
Antrenor principal:  Carmen Amariei (din 5 decembrie 2014);
Antrenor principal:  Ioan Ani-Senocico (până pe 5 decembrie 2014);
Antrenor secund:  Rodica Petruș
Antrenor secund:  Alexandru Cucuieț
| Nr. | Post            | Nume                             | Data nașterii (vârsta) | Înălțime | Selecții | Goluri | Echipă                         |
| --- | --------------- | -------------------------------- | ---------------------- | -------- | -------- | ------ | ------------------------------ |
| 1   | Portar          | Cristina Enache                  | 1 mai 1994             | 1,85 m   |          |        | Universitatea Alexandrion Cluj |
| 2   | Extremă dreapta | Ștefania Florea1)                | 1 februarie 1992       | 1,71 m   |          |        | Universitatea Alexandrion Cluj |
| 3   | Extremă dreapta | Magdalena Paraschiv              | 11 august 1982         | 1,67 m   |          |        | Universitatea Alexandrion Cluj |
| 4   | Inter stânga    | Alexandra Severin                | 30 martie 1998         | 1,76 m   |          |        | Universitatea Alexandrion Cluj |
| 6   | Extremă stânga  | Abigail Vălean                   | 14 februarie 1994      | 1,71 m   |          |        | Universitatea Alexandrion Cluj |
| 7   | Inter dreapta   | Rebeca Agrijan                   | 2 februarie 1997       | 1,75 m   |          |        | Universitatea Alexandrion Cluj |
| 9   | Pivot           | Irina Ivan                       | 6 martie 1992          | 1,85 m   |          |        | Universitatea Alexandrion Cluj |
| 10  | Pivot           | Florina Chintoan                 | 6 decembrie 1985       | 1,78 m   |          |        | Universitatea Alexandrion Cluj |
| 12  | Portar          | Roxana Bogdan                    | 15 noiembrie 1996      | 1,78 m   |          |        | Universitatea Alexandrion Cluj |
| 13  | Inter dreapta   | Cristina Laslo                   | 10 aprilie 1996        | 1,76 m   |          |        | Universitatea Alexandrion Cluj |
| 14  | Extremă stânga  | Corina Biriș                     | 20 iunie 1997          | 1,77 m   |          |        | Universitatea Alexandrion Cluj |
| 15  | Centru          | Lucreția Tetean                  | 25 februarie 1989      | 1,76 m   |          |        | Universitatea Alexandrion Cluj |
| 16  | Portar          | Ana Maria Măzăreanu              | 4 februarie 1993       | 1,80 m   |          |        | Universitatea Alexandrion Cluj |
| 25  | Centru          | Mihaela Ani-Senocico (căpitan)2) | 14 decembrie 1981      | 1,74 m   |          |        | Universitatea Alexandrion Cluj |
| 28  | Pivot           | Roxana Cîrjan                    | 28 septembrie 1994     | 1,75 m   |          |        | Universitatea Alexandrion Cluj |
| 29  | Inter dreapta   | Laura Popa                       | 29 iunie 1994          | 1,81 m   |          |        | Universitatea Alexandrion Cluj |
| 30  | Extremă dreapta | Cristina Boian                   | 28 aprilie 1994        | 1,64 m   |          |        | Universitatea Alexandrion Cluj |
|     |                 | Ana Maria Gheran                 | 12 august 1998         |          |          |        | Universitatea Alexandrion Cluj |

1) Devenită liberă de contract în noiembrie 2014;
2) Până în decembrie 2012;

### CSU Neptun Constanța
Antrenor principal:  Ion Crăciun (până pe 8 septembrie 2014; din 15 septembrie 2014)
Antrenor principal:  Florin Cazan (între 8-15 septembrie 2014)
Antrenor secund:  Florin Cazan
| Nr. | Post            | Nume                  | Data nașterii (vârsta) | Înălțime | Selecții | Goluri | Echipă               |
| --- | --------------- | --------------------- | ---------------------- | -------- | -------- | ------ | -------------------- |
|     | Portar          | Diana Petrescu        | 27 martie 1990         | 1,80 m   |          |        | CSU Neptun Constanța |
|     | Portar          | Paula Vișan1)         | 26 martie 1984         |          |          |        | CSU Neptun Constanța |
|     | Inter dreapta   | Andreea Mărginean     | 17 ianuarie 1990       |          |          |        | CSU Neptun Constanța |
|     | Extremă dreapta | Andreea Bărbos        | 30 noiembrie 1992      | 1,70 m   |          |        | CSU Neptun Constanța |
|     | Pivot           | Tamara Bokarić        | 14 februarie 1990      | 1,74 m   |          |        | CSU Neptun Constanța |
|     | Extremă dreapta | Mădălina Toma         | 22 mai 1992            |          |          |        | CSU Neptun Constanța |
|     | Inter dreapta   | Larisa Tamaș          | 16 mai 1994            | 1,76 m   |          |        | CSU Neptun Constanța |
|     | Extremă stânga  | Alexandra Orșivschi   | 11 iulie 1994          |          |          |        | CSU Neptun Constanța |
|     | Inter dreapta   | Andreea Ivan          | 15 iulie 1995          |          |          |        | CSU Neptun Constanța |
|     | Centru          | Andreea Enescu        | 4 octombrie 1981       | 1,80 m   |          |        | CSU Neptun Constanța |
|     | Inter           | Cristina Strahan      | 24 iunie 1992          | 1,78 m   |          |        | CSU Neptun Constanța |
|     | Inter stânga    | Adriana Stoian2)      | 14 iulie 1987          | 1,78 m   |          |        | CSU Neptun Constanța |
|     | Pivot           | Alexandra Iovănescu3) | 8 decembrie 1987       | 1,70 m   |          |        | CSU Neptun Constanța |
|     |                 | Teodora Constantin    | 6 decembrie 1997       |          |          |        | CSU Neptun Constanța |
|     |                 | Oana Frînc            | 30 octombrie 1997      |          |          |        | CSU Neptun Constanța |
|     |                 | Adriana Mușat         | 8 iulie 1997           |          |          |        | CSU Neptun Constanța |
|     |                 | Carmen Iordache       | 24 noiembrie 1997      |          |          |        | CSU Neptun Constanța |
|     |                 | Andra Sandu           | 31 iulie 1997          |          |          |        | CSU Neptun Constanța |
|     |                 | Bianca Căldare        | 31 ianuarie 1997       |          |          |        | CSU Neptun Constanța |
|     |                 | Andreea Iordache      | 24 noiembrie 1997      |          |          |        | CSU Neptun Constanța |

1) Împrumutată de la HCM Roman în ianuarie 2015;
2) Transferată în februarie 2015 de la CSM București;
3) Transferată pe 10 octombrie 2014 ca handbalistă liberă de contract. Anterior a jucat la CSM Ploiești;

### SCM Craiova
Antrenor principal:  Aurelian Roșca
Antrenor secund:  Gheorghe Sbora
| Nr. | Post            | Nume                  | Data nașterii (vârsta) | Înălțime | Selecții | Goluri | Echipă      |
| --- | --------------- | --------------------- | ---------------------- | -------- | -------- | ------ | ----------- |
| 1   | Portar          | Mirela Pașca          | 26 septembrie 1985     | 1,78 m   |          |        | SCM Craiova |
| 2   | Extremă dreapta | Andreea Ianași        | 2 decembrie 1992       | 1,70 m   |          |        | SCM Craiova |
| 5   | Inter stânga    | Anca Amariei          | 1 martie 1985          | 1,78 m   |          |        | SCM Craiova |
| 6   | Extremă stânga  | Carmen Șelaru         | 24 septembrie 1991     | 1,70 m   |          |        | SCM Craiova |
| 7   | Centru / Inter  | Mădălina Zamfirescu1) | 31 octombrie 1994      | 1,78 m   |          |        | SCM Craiova |
| 8   | Inter stânga    | Alexandra Georgescu   | 31 mai 1995            |          |          |        | SCM Craiova |
| 9   | Extremă stânga  | Ana Maria Tănăsie1)   | 6 aprilie 1995         | 1,70 m   |          |        | SCM Craiova |
| 10  | Inter dreapta   | Ane Eidem             | 21 ianuarie 1993       | 1,73 m   |          |        | SCM Craiova |
| 11  | Centru          | Ana Maria Apipie      | 23 februarie 1992      | 1,68 m   |          |        | SCM Craiova |
| 12  | Portar          | Ionica Munteanu       | 7 ianuarie 1979        | 1,74 m   |          |        | SCM Craiova |
| 14  | Inter stânga    | Bianca Tiron3)        | 31 mai 1995            | 1,81 m   |          |        | SCM Craiova |
| 15  | Pivot           | Irina Lazarin         | 27 aprilie 1980        | 1,73 m   |          |        | SCM Craiova |
| 20  | Extremă dreapta | Aneta Pîrvuț1),2)     | 22 iunie 1989          | 1,68 m   |          |        | SCM Craiova |
| 22  | Extremă stânga  | Cristina Florică      | 11 mai 1992            | 1,62 m   |          |        | SCM Craiova |
| 25  | Pivot           | Cynthia Tomescu1)     | 30 iulie 1991          | 1,80 m   |          |        | SCM Craiova |
| 26  | Extremă dreapta | Cătălina Cioaric      | 11 februarie 1982      | 1,76 m   |          |        | SCM Craiova |
| 27  | Extremă dreapta | Mădălina Bonea        | 2 iulie 1994           |          |          |        | SCM Craiova |

1) Împrumutate de la HCM Baia Mare în septembrie 2014;
2) Până pe 11 decembrie 2014;
3) Împrumutată de la HCM Baia Mare pe 28 ianuarie 2015;

### CSM Cetate Devatrans Deva
Antrenor principal:  Ioan Ani-Senocico (din ianuarie 2015)
Antrenor principal:  Milan Đekić (din 16 octombrie 2014)
Antrenor principal:  Gligore Czari (până pe 9 octombrie 2014)
Antrenor secund:  Cosmin Hendrea (din ianuarie 2015)
| Nr. | Post            | Nume                   | Data nașterii (vârsta) | Înălțime | Selecții | Goluri | Echipă                    |
| --- | --------------- | ---------------------- | ---------------------- | -------- | -------- | ------ | ------------------------- |
| 1   | Portar          | Viorica Șuba           | 3 mai 1989             | 1,82 m   |          | 0      | CSM Cetate Devatrans Deva |
| 2   | Inter stânga    | Cristina Malac         | 25 februarie 1991      | 1,77 m   | 36       | 113    | CSM Cetate Devatrans Deva |
| 3   | Extremă dreapta | Nicoleta Rusu          | 26 februarie 1987      | 1,64 m   | 35       | 21     | CSM Cetate Devatrans Deva |
| 4   | Centru          | Dunja Tasić            | 10 iunie 1987          | 1,73 m   | 36       | 21     | CSM Cetate Devatrans Deva |
| 5   | Pivot           | Simona Oroșan          | 1 noiembrie 1992       | 1,80 m   |          | 0      | CSM Cetate Devatrans Deva |
| 6   | Pivot           | Elena Nicu             | 31 ianuarie 1983       | 1,67 m   | 17       | 5      | CSM Cetate Devatrans Deva |
| 7   | Extremă dreapta | Ana Maria Simion       | 5 octombrie 1988       | 1,68 m   | 36       | 187    | CSM Cetate Devatrans Deva |
| 8   | Inter dreapta   | Melinda Tóth           | 3 august 1975          |          | 36       | 28     | CSM Cetate Devatrans Deva |
| 9   | Inter stânga    | Carmen Cartaș          | 9 mai 1985             | 1,82 m   | 31       | 187    | CSM Cetate Devatrans Deva |
| 10  | Pivot           | Alina Șovar            | 20 februarie 1983      | 1,70 m   | 36       | 36     | CSM Cetate Devatrans Deva |
| 11  | Inter stânga    | Nataša Krnić Hrvatsko  | 7 august 1987          | 1,83 m   | 36       | 100    | CSM Cetate Devatrans Deva |
| 12  | Portar          | Laura Poenaru          | 19 martie 1977         |          |          | 1      | CSM Cetate Devatrans Deva |
| 13  | Pivot           | Claudia Din-Mojoiu     | 12 noiembrie 1985      |          | 36       | 46     | CSM Cetate Devatrans Deva |
| 16  | Portar          | Adrijana Mišković      | 20 septembrie 1982     | 1,78 m   |          | 0      | CSM Cetate Devatrans Deva |
| 17  | Centru          | Ana Petrinja1)         | 6 noiembrie 1985       | 1,72 m   | 13       | 36     | CSM Cetate Devatrans Deva |
| 18  | Extremă stânga  | Carola Stângu          | 28 iunie 1992          | 1,75 m   | 36       | 13     | CSM Cetate Devatrans Deva |
| 25  | Centru          | Mihaela Ani-Senocico2) | 14 decembrie 1981      | 1,74 m   | 23       | 125    | CSM Cetate Devatrans Deva |

1) Până în ianuarie 2015;
2) Transferată în decembrie 2014 de la „U” Alexandrion Cluj;

### CSM Ploiești
Antrenor principal:  Goran Kurteš (din 7 octombrie 2014)
Antrenor principal:  Gheorghe Covaciu (până pe 7 octombrie 2014)
Antrenor secund:  Daniel Gheorghe
Antrenor cu portarii:  Iulian Emancipatu
| Nr. | Post                  | Nume                       | Data nașterii (vârsta) | Înălțime | Selecții | Goluri | Echipă       |
| --- | --------------------- | -------------------------- | ---------------------- | -------- | -------- | ------ | ------------ |
| 1   | Portar                | Elena Șerban               | 15 octombrie 1994      | 1,78 m   |          |        | CSM Ploiești |
| 2   | Inter stânga          | Alla Șeiko                 | 14 iulie 1983          | 1,76 m   |          |        | CSM Ploiești |
| 3   | Extremă stânga        | Oana Ionescu3)             | 8 ianuarie 1986        | 1,74 m   |          |        | CSM Ploiești |
| 4   | Inter stânga          | Ana Tóth1)                 | 31 august 1988         | 1,88 m   |          |        | CSM Ploiești |
| 5   | Pivot                 | Ionela Dinu                | 2 martie 1986          | 1,75 m   |          |        | CSM Ploiești |
| 7   | Extremă dreapta       | Cătălina Preda             | 16 ianuarie 1991       | 1,74 m   |          |        | CSM Ploiești |
| 9   | Inter dreapta         | Raluca Anghelina           | 9 iunie 1990           | 1,75 m   |          |        | CSM Ploiești |
| 10  | Centru                | Daciana Balaban            | 17 aprilie 1984        | 1,69 m   |          |        | CSM Ploiești |
| 13  | Extremă dreapta       | Andreea Dincu              | 13 aprilie 1990        | 1,70 m   |          |        | CSM Ploiești |
| 14  | Extremă stânga        | Andreea Chiricuță          | 27 februarie 1994      | 1,66 m   |          |        | CSM Ploiești |
| 15  | Extremă stânga        | Ramona Ștefan              | 21 iulie 1979          | 1,71 m   |          |        | CSM Ploiești |
| 16  | Portar                | Gabriela Cristescu         | 24 mai 1981            | 1,81 m   |          |        | CSM Ploiești |
| 17  | Extremă dreapta       | Alexandra Vasilescu        | 26 martie 1991         | 1,68 m   |          |        | CSM Ploiești |
| 23  | Pivot                 | Irina Șuțka                | 5 martie 1983          | 1,80 m   |          |        | CSM Ploiești |
| 24  | Inter stânga          | Marinela Gherman (căpitan) | 28 martie 1985         | 1,80 m   |          |        | CSM Ploiești |
| 26  | Inter stânga          | Mirela Roman               | 26 mai 1985            | 1,80 m   |          |        | CSM Ploiești |
| 29  | Centru / Inter stânga | Sanja Vlaškalić3)          | 13 martie 1988         | 1,79 m   |          |        | CSM Ploiești |
| 31  | Portar                | Alina Ifrim                | 4 iunie 1986           | 1,75 m   |          |        | CSM Ploiești |
| 94  | Centru                | Loredana Gărăcel           | 14 mai 1994            |          |          |        | CSM Ploiești |
|     | Pivot                 | Alexandra Iovănescu2)      | 8 decembrie 1987       | 1,70 m   |          |        | CSM Ploiești |

1) Transferată pe 14 noiembrie 2014 de la RK Trešnjevka Zagreb;
2) Devenită liberă de contract în octombrie 2014;
3) Excluse din echipă pe 19 mai 2015, din motive disciplinare;

### HCM Râmnicu Vâlcea
Antrenor principal:  Dumitru Muși
Antrenor secund:  Mia Rădoi
Antrenor cu portarii:  Ildiko Barbu
| Nr. | Post            | Nume                     | Data nașterii (vârsta) | Înălțime | Selecții | Goluri | Echipă             |
| --- | --------------- | ------------------------ | ---------------------- | -------- | -------- | ------ | ------------------ |
| 1   | Portar          | Mihaela Băbeanu          | 1 martie 1986          | 1,78 m   |          |        | HCM Râmnicu Vâlcea |
| 8   | Pivot           | Florentina Craiu         | 24 ianuarie 1996       | 1,70 m   |          |        | HCM Râmnicu Vâlcea |
| 9   | Pivot           | Daria Ilina              | 6 ianuarie 1988        | 1,80 m   |          |        | HCM Râmnicu Vâlcea |
| 10  | Centru          | Andreea Adespii          | 9 mai 1990             | 1,78 m   |          |        | HCM Râmnicu Vâlcea |
| 12  | Portar          | Lia Sîntămărean          | 19 martie 1988         | 1,74 m   |          |        | HCM Râmnicu Vâlcea |
| 13  | Inter stânga    | Cláudia Semedo Gonçalves | 22 mai 1990            | 1,70 m   |          |        | HCM Râmnicu Vâlcea |
| 14  | Extremă stânga  | Diana Predoi             | 11 mai 1995            | 1,72 m   |          |        | HCM Râmnicu Vâlcea |
| 15  | Extremă stânga  | Hermina Stoicănescu      | 17 decembrie 1996      |          |          |        | HCM Râmnicu Vâlcea |
| 16  | Portar          | Diana Tavares Roque1)    | 26 februarie 1987      | 1,69 m   |          |        | HCM Râmnicu Vâlcea |
| 17  | Inter stânga    | Alexandra Andrei         | 17 aprilie 1991        | 1,73 m   |          |        | HCM Râmnicu Vâlcea |
| 18  | Extremă stânga  | Carmina Bădiță           | 5 aprilie 1989         | 1,68 m   |          |        | HCM Râmnicu Vâlcea |
| 20  | Extremă dreapta | Anca Stoica              | 21 iunie 1994          | 1,63 m   |          |        | HCM Râmnicu Vâlcea |
| 21  | Centru          | Roxana Cherăscu          | 25 iulie 1980          | 1,74 m   |          |        | HCM Râmnicu Vâlcea |
| 22  | Inter dreapta   | Janina Luca              | 22 noiembrie 1986      | 1,78 m   |          |        | HCM Râmnicu Vâlcea |
|     | Extremă dreapta | Cristina Mitrache        | 2 februarie 1997       | 1,75 m   |          |        | HCM Râmnicu Vâlcea |
| 26  | Inter stânga    | Mădălina Chirilă         | 26 iunie 1994          | 1,78 m   |          |        | HCM Râmnicu Vâlcea |
| 86  | Inter stânga    | Clara Vădineanu          | 26 octombrie 1986      | 1,83 m   |          |        | HCM Râmnicu Vâlcea |

1) Până pe 30 decembrie 2014;

### HCM Roman
Antrenor principal:  Florentin Pera
Antrenor secund:  Viorel Lazăr
| Nr. | Post            | Nume                     | Data nașterii (vârsta) | Înălțime | Selecții | Goluri | Echipă    |
| --- | --------------- | ------------------------ | ---------------------- | -------- | -------- | ------ | --------- |
| 1   | Portar          | Andreea Polocoșer        | 15 iunie 1991          | 1,82 m   |          |        | HCM Roman |
| 2   | Extremă stânga  | Radostina Genkova        | 12 octombrie 1984      | 1,72 m   |          |        | HCM Roman |
| 4   | Extremă dreapta | Ana Maria Horobeț        | 4 octombrie 1985       |          |          |        | HCM Roman |
| 5   | Extremă stânga  | Lăcrămioara Cîlici       | 16 august 1990         |          |          |        | HCM Roman |
| 6   | Inter dreapta   | Diana Druțu              | 1 mai 1987             | 1,89 m   |          |        | HCM Roman |
| 7   | Extremă stânga  | Ana Maria Iuganu         | 25 februarie 1990      |          |          |        | HCM Roman |
| 8   | Pivot           | Mirela Vîlcu             | 5 mai 1991             |          |          |        | HCM Roman |
| 9   | Extremă dreapta | Oana Chitacu             | 12 august 1986         |          |          |        | HCM Roman |
| 10  |                 | Anca Caramalău           | 26 decembrie 1997      |          |          |        | HCM Roman |
| 11  | Centru          | Loredana Vîrtic          | 2 iunie 1996           | 1,73 m   |          |        | HCM Roman |
| 12  | Portar          | Paula Vișan1)            | 26 martie 1984         |          |          |        | HCM Roman |
| 13  | Inter stânga    | Daniela Crap             | 27 septembrie 1984     | 1,83 m   |          |        | HCM Roman |
| 16  | Portar          | Viktoria Timoșenkova     | 4 noiembrie 1983       | 1,83 m   |          |        | HCM Roman |
| 17  | Centru          | Carmen Stoleru (căpitan) | 11 octombrie 1986      | 1,73 m   |          |        | HCM Roman |
| 18  | Pivot           | Raluca Agrigoroaie       | 19 iulie 1983          | 1,74 m   |          |        | HCM Roman |
| 20  | Inter dreapta   | Jasna Tošković           | 16 martie 1989         | 1,89 m   |          |        | HCM Roman |
| 23  | Centru          | Daniela Băbeanu          | 18 noiembrie 1988      | 1,79 m   |          |        | HCM Roman |
| 44  | Inter stânga    | Gabriela Mihalschi       | 22 iulie 1987          | 1,84 m   |          |        | HCM Roman |

1) Împrumutată la CSU Neptun Constanța în ianuarie 2015;

### CSM Unirea Slobozia
Antrenor principal:  Victorina Bora (din 22 aprilie 2015)
Antrenor principal:  Liviu Paraschiv (până pe 22 aprilie 2015)
| Nr. | Post            | Nume                 | Data nașterii (vârsta) | Înălțime | Selecții | Goluri | Echipă              |
| --- | --------------- | -------------------- | ---------------------- | -------- | -------- | ------ | ------------------- |
| 1   | Portar          | Georgiana Martin     | 24 martie 1982         |          |          |        | CSM Unirea Slobozia |
| 2   | Portar          | Andreea Nica         | 3 august 1988          |          |          |        | CSM Unirea Slobozia |
| 3   | Inter           | Adina Grigoraș       | 8 ianuarie 1992        |          |          |        | CSM Unirea Slobozia |
| 4   | Pivot           | Ramona Urse          | 7 octombrie 1984       |          |          |        | CSM Unirea Slobozia |
| 5   | Inter dreapta   | Ana Maria Dragut     | 24 februarie 1990      |          |          |        | CSM Unirea Slobozia |
| 6   | Inter           | Raluca Dăscălete     | 8 ianuarie 1992        |          |          |        | CSM Unirea Slobozia |
| 7   | Extremă dreapta | Jeni Drăgan          | 14 mai 1989            |          |          |        | CSM Unirea Slobozia |
| 8   | Centru          | Mihaela Popescu      | 8 noiembrie 1988       |          |          |        | CSM Unirea Slobozia |
| 10  | Extremă stânga  | Irina Simion         | 18 noiembrie 1990      |          |          |        | CSM Unirea Slobozia |
| 11  | Centru          | Iulia Artean         | 16 februarie 1989      | 1,75 m   |          |        | CSM Unirea Slobozia |
| 14  | Extremă stânga  | Mirabela Cricleviț   | 6 august 1984          | 1,65 m   |          |        | CSM Unirea Slobozia |
|     | Pivot           | Raluca Băcăoanu      | 2 mai 1989             |          |          |        | CSM Unirea Slobozia |
| 16  | Portar          | Andreea Tîlvaru      | 21 octombrie 1989      |          |          |        | CSM Unirea Slobozia |
| 18  | Inter stânga    | Alina Moroianu       | 20 ianuarie 1985       |          |          |        | CSM Unirea Slobozia |
| 19  | Inter dreapta   | Mihaela Stănciulescu | 8 noiembrie 1988       |          |          |        | CSM Unirea Slobozia |
| 20  | Extremă dreapta | Cristiana Nica       | 28 octombrie 1987      | 1,65 m   |          |        | CSM Unirea Slobozia |
|     | Extremă stânga  | Camelia Carabulea1)  | 11 noiembrie 1994      | 1,66 m   |          |        | CSM Unirea Slobozia |
|     | Centru          | Andreea Dospin       | 27 septembrie 1985     | 1,70 m   |          |        | CSM Unirea Slobozia |

1) Împrumutată de la CSM București în august 2014;

### SC Mureșul Târgu Mureș
Antrenor principal:  József Bukaresti (din 12 martie 2015)
Antrenor principal:  Gheorghe Covaciu (din 16 octombrie 2014 până pe 12 martie 2015)
Antrenor principal:  Octavian Hârțoagă (până pe 16 octombrie 2014)
Antrenor secund:  Darius Miclea
| Nr. | Post            | Nume              | Data nașterii (vârsta) | Înălțime | Selecții | Goluri | Echipă                 |
| --- | --------------- | ----------------- | ---------------------- | -------- | -------- | ------ | ---------------------- |
|     | Portar          | Viorica Șuba      | 3 mai 1989             | 1,82 m   |          |        | SC Mureșul Târgu Mureș |
| 4   | Inter dreapta   | Georgeta Bucin    | 17 aprilie 1989        |          |          |        | SC Mureșul Târgu Mureș |
| 6   | Pivot           | Andreea Serediuc  | 8 iulie 1989           |          |          |        | SC Mureșul Târgu Mureș |
| 7   |                 | Ana Deac          | 28 decembrie 1994      |          |          |        | SC Mureșul Târgu Mureș |
| 8   | Extremă stânga  | Andreea Bodor     | 7 mai 1986             |          |          |        | SC Mureșul Târgu Mureș |
| 9   | Centru          | Sabine Klimek     | 13 martie 1991         | 1,73 m   |          |        | SC Mureșul Târgu Mureș |
| 10  | Inter stânga    | Alina Moloci      | 30 august 1988         |          |          |        | SC Mureșul Târgu Mureș |
| 11  | Extremă dreapta | Ana Maria Lazăr   | 11 februarie 1990      |          |          |        | SC Mureșul Târgu Mureș |
|     | Extremă dreapta | Bianca Grigore1)  | 20 ianuarie 1990       |          |          |        | SC Mureșul Târgu Mureș |
| 12  | Portar          | Larisa Comșa      | 18 august 1992         | 1,74 m   |          |        | SC Mureșul Târgu Mureș |
|     | Inter dreapta   | Nadica Trajkovska | 1 iunie 1985           | 1,70 m   |          |        | SC Mureșul Târgu Mureș |
| 15  | Extremă stânga  | Beáta Nagy        | 16 iulie 1991          |          |          |        | SC Mureșul Târgu Mureș |
| 17  | Pivot           | Cristina Sunea    | 13 iunie 1990          |          |          |        | SC Mureșul Târgu Mureș |
| 18  | Inter stânga    | Réka Tamás2)      | 17 mai 1993            | 1,81 m   |          |        | SC Mureșul Târgu Mureș |
|     | Inter stânga    | Savica Mrkić      | 26 septembrie 1991     | 1,83 m   |          |        | SC Mureșul Târgu Mureș |
|     | Inter dreapta   | Ștefania Lazăr3)  | 15 aprilie 1989        | 1,76 m   |          |        | SC Mureșul Târgu Mureș |
|     | Inter dreapta   | Adriana Pîrvan4)  | 31 ianuarie 1986       | 1,80 m   |          |        | SC Mureșul Târgu Mureș |

1) Transferată în ianuarie 2015 de la HM Buzău;
2) Împrumutată de la HCM Baia Mare în septembrie 2014;
3) Până în octombrie 2014;
4) Transferată în aprilie 2015 de la echipa germană HSG Pforzheim;

### HC Zalău
Antrenor principal:  Gheorghe Tadici
Antrenor secund:  Elena Tadici
| Nr. | Post            | Nume                           | Data nașterii (vârsta) | Înălțime | Selecții | Goluri | Echipă   |
| --- | --------------- | ------------------------------ | ---------------------- | -------- | -------- | ------ | -------- |
| 1   | Portar          | Ana Maria Inculeț              | 21 octombrie 1994      | 1,82 m   |          |        | HC Zalău |
| 3   | Centru          | Adina Cîrligeanu               | 11 martie 1991         | 1,80 m   |          |        | HC Zalău |
| 4   | Extremă stânga  | Andrada Maior Pașca1)          | 21 februarie 1993      | 1,68 m   |          |        | HC Zalău |
|     | Inter dreapta   | Alexandra Ciunt1)              | 14 iunie 1992          | 1,83 m   |          |        | HC Zalău |
| 5   | Inter stânga    | Florina Ciobanu                | 25 ianuarie 1992       | 1,78 m   |          |        | HC Zalău |
| 6   | Extremă stânga  | Andrada Pop                    | 6 septembrie 1993      | 1,77 m   |          |        | HC Zalău |
| 8   | Extremă dreapta | Florina Țurcaș                 | 4 februarie 1989       | 1,70 m   |          |        | HC Zalău |
| 9   | Extremă stânga  | Andrada Trif                   | 20 octombrie 1990      | 1,74 m   |          |        | HC Zalău |
| 10  | Centru          | Valentina Bardac               | 1 ianuarie 1988        | 1,65 m   |          |        | HC Zalău |
| 11  | Pivot           | Crina Pintea                   | 3 aprilie 1990         | 1,91 m   |          |        | HC Zalău |
| 12  | Portar          | Andreea Cheța                  | 5 iulie 1991           | 1,90 m   |          |        | HC Zalău |
| 14  | Inter dreapta   | Roxana Varga                   | 1 aprilie 1992         | 1,78 m   |          |        | HC Zalău |
| 15  | Inter dreapta   | Eliza Cicic                    | 29 decembrie 1994      | 1,77 m   |          |        | HC Zalău |
| 16  | Portar          | Adina Mureșan                  | 7 martie 1992          | 1,75 m   |          |        | HC Zalău |
| 17  | Pivot           | Georgiana Ciuciulete (căpitan) | 23 aprilie 1987        | 1,75 m   |          |        | HC Zalău |
| 18  | Extremă stânga  | Roxana Rob                     | 29 mai 1992            | 1,73 m   |          |        | HC Zalău |
| 20  | Inter stânga    | Maria Constantinescu           | 18 iunie 1994          | 1,78 m   |          |        | HC Zalău |
| 22  | Inter dreapta   | Ștefania Lazăr2)               | 15 aprilie 1989        | 1,76 m   |          |        | HC Zalău |
| 22  | Pivot           | Alexandra Lazăr                | 22 ianuarie 1993       |          |          |        | HC Zalău |
| 22  | Inter stânga    | Mădălina Prodan                | 18 noiembrie 1994      |          |          |        | HC Zalău |
| 23  | Inter dreapta   | Diana Puiu                     | 24 august 1991         | 1,78 m   |          |        | HC Zalău |
|     | Portar          | Adina Sabău                    | 12 februarie 1997      |          |          |        | HC Zalău |

1) Împrumutate de la HCM Baia Mare în iunie 2014;
2) Transferată în octombrie 2014;